# Phaeocatantops hemipterus
Phaeocatantops hemipterus är en insektsart som först beskrevs av Miller, N.C.E. 1929.  Phaeocatantops hemipterus ingår i släktet Phaeocatantops och familjen gräshoppor. Inga underarter finns listade i Catalogue of Life.